# Irritabilität
Der Begriff Irritabilität (auch Reizbarkeit oder Erregbarkeit), von lateinisch irritabilis, bezeichnet die Fähigkeit des lebenden Körpers, auf äußere Einwirkungen zu antworten. Er wurde von Francis Glisson (1597–1677) geprägt und durch Albrecht von Haller (1708–1777) weiter präzisiert.
Glisson verstand unter Irritabilität eine natürliche Erregbarkeit, die sich insbesondere an den Muskelfasern nachweisen lasse. Haller stellte 1752 neben dem Begriff der Irritabilität auch den der Sensibilität auf. Er wies experimentell nach, dass es sich bei der Irritabilität um besondere Eigenschaft der Muskulatur und bei der Sensibilität um eine solche des Nervensystems handelt.
Haller definierte den Begriff als Reizbeantwortungsfähigkeit beziehungsweise Verkürzungsfähigkeit des Muskels und grenzte ihn damit deutlich von der Sensibilität als Empfindungs- und Reizleitungsphänomen der Nerven ab. 
Schon Glisson integrierte den Begriff in ein physiologisches Lebenskonzept und gilt damit als früher Vorläufer der vor allem von Albrecht von Haller geprägten „Irritabilitätslehre“. Demnach seien „Irritabilität“ und „Sensibilität“ gewissermaßen „eingepflanzte“ Phänomene des Lebendigen (vires insitae, innatae). Aus den Lehren von Glisson, Haller und anderen entwickelte sich das auf dem dynamischen Prinzip der „Lebenskraft“ gegründete, etwa 1750 bis 1838 währende Zeitalter des Vitalismus.